# Olivier Occéan
Olivier Occéan, född 23 oktober 1981, är en kanadensisk före detta fotbollsspelare.
Occéan gjorde 17 mål i 2. Fußball-Bundesliga 2011/2012 och blev delad skytteligavinnare med Alexander Meier och Nick Proschwitz.